# Kressenklinge
Die Kressenklinge ist eine knapp einen Kilometer lange Waldklinge am Bühlertalrand zwischen den Talweilern Unterscheffach und Hopfach der Gemeinde Wolpertshausen im Landkreis Schwäbisch Hall im nordöstlichen Baden-Württemberg. Der durch sie laufende, fast zwei Kilometer lange, nach ihr benannte Bach mündet zwischen den beiden Talweilern am Pfaffengumpen von rechts und insgesamt etwa Nordosten in die untere Bühler.

## Geographie

### Verlauf
Der Bach durch die Kressenklinge beginnt seinen Lauf auf der Hochebene rechts des Bühlertals in einer Höhe von etwa 430 m ü. NHN ungefähr 0,6 km nördlich der Ortsmitte des Weilers Reinsberg in einer sacht nach Südwesten hin abfallenden, weiten und flachen Talmulde zwischen den Gewannen Weilerfeld im Nordwesten, Argersdorf im Nordosten und Höhe im Südosten. Umgeben von Feldflur fließt der Bach in einem Graben neben einem der Muldenlinie folgenden Wirtschaftsweg mit wenigen Bäumen am Rand nach Südwesten und quert nach etwa 400 Metern die K 2569 Reinsberg–Wolpertshausen. Nach weiteren etwa 300 Metern nun ohne Wegbegleitung versinkt er unter einer Baumgruppe in einer Doline mit durch eingeschwemmtes Sediment verschlammtem Grund, an der an einer Seite auch Fels aufgeschlossen ist.
Noch einmal 400 Meter weiter in derselben Richtung beginnt am Rande eines diese berührenden Feldweges abrupt die steile Talkerbe der Kressenklinge, die von Anfang an bewaldet ist. In ihr fließt der Bach wieder offen und teils unter bis zu 15 Meter höhen Muschelkalkwänden auf steinigem Grund und fällt über Felsbänke in Stufen zu Tal. Der Durchfluss ist aber unbeständig und zuweilen liegt das von eingestürzten Steinen bedeckte Bett trocken. Die etwas über 800 Meter lange Schlucht wendet sich auf ihrem unteren Abschnitt nach Südsüdosten. Der Bach unterquert zuletzt eine Kurve der rund zehn Meter über dem Fluss verlaufenden Talstraße K 2667; diese ist links der Klinge mit einer Steinmauer gegen den oberen Hang abgesichert, in die ein kleiner Brunnen mit steinerner Schale eingelassen ist.
Nach wenigen Dutzend Metern mehr den Hang abwärts mündet der Bach von rechts auf etwa 274 m ü. NHN in die dort zum sogenannten Pfaffengumpen verbreiterte untere Bühler, die nur etwa hundert Meter zuvor von derselben Seite den Ramsbach aufgenommen hat und sich danach von ihrem rechten Prallhang abkehrt.
Nach einem 1,9 km langen Weg mit mittlerem Sohlgefälle von etwa 82 ‰ mündet der Bach durch die Kressenklinge etwa 156 Höhenmeter unter seinem gewöhnlichen Ursprung.
Der oberste Grabenabschnitt des Baches setzt sich von diesem Ursprung aus neben dem Wirtschaftsweg weitere fast 0,4 km bergwärts bis zur nordöstlichen Wasserscheide fort, auf diesem Abschnitt gibt es aber nur selten Durchfluss. Auch sonst hat der Bach keine wesentlichen Zuflüsse.

### Einzugsgebiet
Der Bach durch die Kressenklinge hat ein etwa 1,2 km² großes Einzugsgebiet. das naturräumlich mit seinen östlichsten und höchsten Teilen um die gewöhnliche Quelle just noch zum Unterraum Haller Ebene der Hohenloher und Haller Ebene sowie mit den mittleren Teilen noch auf der Hochebene zum Unterraum Östliche Kocher-Jagst-Riedel und mit dem Anteil ab der Hangkante des Kochertals, insbesondere auch der Kressenklinge selbst, zum Unterraum Mittleres Kocher- und Unteres Bühlertal der Kocher-Jagst-Ebenen.
Der höchste Punkt liegt am Nordrand auf etwa 447 m ü. NHN auf einem Hügelrücken, der sich westwärts bis zur Höhenwaldinsel Heimat zieht. Hinter diesen liegt das obere Einzugsgebiet des Cröffelbachs, der weiter abwärts die Bühler speist. Jenseits der östlichen Wasserscheide liegt das zumeist trockene Tal des Urtelbachs, der südwärts zur Schmerach läuft, dem großen rechten Zufluss der Bühler ein gutes Stück flussaufwärts. Im Ostsüdosten konkurriert der Bach durch die Heinlesklinge, im Südosten und mündungsnah im Südsüdosten der Ramsbach. Alle Konkurrenten fließen durch steile Klingen ab und haben, wie der Bach durch die Kessenklinge, unbeständigen oder zumindest abschnittsweise unterirdischen Abfluss, letzteres insbesondere auf ihren Hochebenen-Abschnitten.
Im Einzugsgebiet, das ganz zur Gemeinde Wolpertshausen gehört, gibt es keinen Siedlungsplatz. Auf der Hochebene gibt es fast nur großflächige flurbereinigte Felder ohne jede Hecke; dagegen zeigt eine Karte aus den 1930ern in der weiten Oberlaufmulde noch weithin Nutzung als Wiese an. Allein am Nordwestrand ragt Wald, ein Teil der Höhenwaldinsel Heimat, ins Einzugsgebiet. Die Kressenklinge ist anfangs völlig bewaldet, am unteren Kochertalhang zieht sich der Wald auf einen schmalen Streifen um den Geländeriss zurück, rechts und links von ihm schließen sich an ihn bis zur Talstraße hinab teils terrassierte Feld- und Wiesengrundstücke an.

## Geologie
Geologisch ist das Einzugsgebiet geprägt vom Muschelkalk im Untergrund, dem hier auf der Hochebene aber bis hinunter zum Beginn der Kressenklinge noch Lettenkeuper (Erfurt-Formation) aufliegt, die unterste Schicht des Unterkeupers. In der oberen und mittleren Klinge durchschneidet der Bach den Oberen Muschelkalk und verläuft danach bis zur Mündung in Schichthöhe des Mittleren Muschelkalks.
Rechts des obersten Laufs ist der Lettenkeuper von Lösssediment aus quartärer Ablagerung überdeckt. An seiner Mündung hat der Bach unterhalb der Talstraße einen Mündungsfächer abgelagert, der sich aber durch den dicht an der rechten Talseite verlaufenden Fluss nicht sehr weit streckt.
Die als Biotop geschützte Versinkungsdoline ist auch als Geotop ausgewiesen.

## Geschichte
Der Pfaffengumpen, an dem der Bach durch die Kressenklinge in die Bühler mündet, hat seinen Namen von einem im 15. Jahrhundert brachial ausgetragenen Streit über die Bestallung der Pfarrei von Reinsberg:

„Es ist hier noch eines tragischen Vorfalls (Prescher a. a. O. I. 207) zu erwähnen. Als nämlich 1433 die Pfarrei erledigt war, übertrug sie der Abt von Comburg dem Sohn eines Salzsieders. Weil aber der Vorgänger in einem Papstmonate gestorben war, so erschien auch ein vom Papst ernannter Pfarrer aus der Markgrafschaft Ansbach im Pfarrhaus und schloß den hallischen aus. Darüber kam es zum Streit, und weil Hall und Comburg sich nicht darein mischen mochten, so brach der Haller mit Hülfe Einiger in das Pfarrhaus und verlangte, daß der Andere weiche; und weil dieser sich sträubte, so schleppten sie ihn an die Bühler, zwischen Scheffach und Hopfach, warfen ihn hinein und zerrten ihn an einem Seile hin und her, worüber er im Wasser den Geist aufgab. (Der Ort daselbst heißt noch der «Pfaffengump.») Allein ein Bruder des ertränkten Geistlichen war ein Dienstmann Conrads von Bebenburg, welcher nun mit einigen andern Dienstleuten an den Einwohnern von Reinsberg Rache nahm, das Dorf plünderte, Mehrere tödtete und allerlei Unzucht trieb. Auf erhaltene Nachricht kamen nun die Haller zu Hülfe, erstachen Einige und nahmen 21 gefangen, die sie am Tag nach Nicolai 1434 erhängten. Es waren dabei: Conrad von Bebenburg und sein Narr, Hans von Thann, Berchtold von Bibrach, ein Junger von Bibrach, 14 Jahr alt, Heinz von Absberg und ein von Gebsattel. Daraus entstanden nun aber viel größere und blutigere Händel, die erst 1446 ein Ende nahmen.“

### LUBW
Amtliche Online-Gewässerkarte mit passendem Ausschnitt und den hier benutzten Layern: Bachlauf durch die Kressenklinge und deren Einzugsgebiet

Allgemeiner Einstieg ohne Voreinstellungen und Layer: Daten- und Kartendienst der Landesanstalt für Umwelt Baden-Württemberg (LUBW) (Hinweise)
1. 1 2  Höhe nach dem Höhenlinienbild auf dem Hintergrundlayer Topographische Karte.
2. ↑  Länge nach dem Layer Gewässernetz (AWGN).
3. ↑  Einzugsgebiet abgemessen auf dem Hintergrundlayer Topographische Karte.
4. ↑  Schutzgebiete nach den einschlägigen Layern, Natur teilweise nach dem Layer Biotop.

### Andere Belege
1. ↑  Wolf-Dieter Sick: Geographische Landesaufnahme: Die naturräumlichen Einheiten auf Blatt 162 Rothenburg o. d. Tauber. Bundesanstalt für Landeskunde, Bad Godesberg 1962. → Online-Karte (PDF; 4,7 MB)
2. ↑  Frühere Wiesennutzung in der Obertalmulde nach dem Meßtischblatt 6825 Ilshofen von 1937 in der Deutschen Fotothek.
3. ↑  Geologie nach den Layern zu Geologische Karte 1:50.000 auf: Mapserver des Landesamtes für Geologie, Rohstoffe und Bergbau (LGRB) (Hinweise)
4. ↑  Gemeinde Wolpertshausen. In: Rudolf Moser (Hrsg.): Beschreibung des Oberamts Hall (= Die Württembergischen Oberamtsbeschreibungen 1824–1886. Band 23). Cotta’sche Verlagsbuchhandlung, Stuttgart / Tübingen 1847, S. 317–325 (Volltext [Wikisource] – Abschnitt zu Reinsberg).